# اسماویه اقبال
اسماویه اقبال (انگلیسی: Asmavia Iqbal؛ زادهٔ ۱ ژانویهٔ ۱۹۸۷) بازیکن کریکت زن اهل پاکستان است.